# Olympiastützpunkt Mecklenburg-Vorpommern
Der Olympiastützpunkt Mecklenburg-Vorpommern ist eine sportartübergreifende Betreuungs- und Serviceeinrichtung des Spitzensports für Bundeskaderathleten sowie deren Trainern. Der OSP Mecklenburg-Vorpommern wurde 1991 gegründet.

## Gliederung und Struktur

### Standorte
Die Zentrale des Olympiastützpunkts liegt in der Kopernikusstraße 17 in Rostock. Sportkomplexe befinden sich in Rostock (Rudern, Wasserspringen, Short Track, Segeln), in Neubrandenburg (Leichtathletik, Kanu-Rennsport, Triathlon) und in Schwerin (Boxen, Volleyball, Radsport).

### Sportarten und Schwerpunkte
Bundeskaderathleten (A-B-C-Kader) aus zehn olympischen Sportarten werden durch den OSP Mecklenburg-Vorpommern betreut.

### Aufgaben
Der OSP Mecklenburg-Vorpommern bietet für alle Bundeskaderathleten ein ganzheitliches, sportmedizinisches, physiotherapeutisches, trainingswissenschaftliches, sportpsychologisches und soziales Betreuungsangebot.

### Eliteschulen des Sports
Die CJD Jugenddorf-Christophorusschule Rostock, das Sportgymnasium Neubrandenburg und das Sportgymnasium Schwerin sind als Eliteschulen des Sports an die Standorte des Olympiastützpunkts angebunden.

### Trägerschaft
Der Olympiastützpunkt Mecklenburg/Vorpommern e. V. betreibt den Olympiastützpunkt Mecklenburg/Vorpommern als Trägerverein.